# Нарет-Конинг, Иоганн
Иоганн Йозеф Давид Нарет-Конинг (нем. Johann Joseph David Naret-Koning; 25 февраля 1838, Амстердам — 28 марта 1905, Франкфурт-на-Майне) — немецкий скрипач и альтист нидерландского происхождения. Сын актрисы Косье Нарет-Конинг.
Учился в Амстердаме у Ф. В. Бюнтена, затем в Лейпцигской консерватории у Фердинанда Давида. В Лейпциге его соучеником и другом был Герман Леви, написавший для своего экзамена по композиции скрипичную сонату, которую Нарет-Конинг и исполнил в сопровождении автора.
В 1857 г. поступил в оркестр Франкфуртской оперы, затем в 1859—1870 гг. концертмейстер оперного оркестра в Мангейме. В начале 1860-х гг. сдружился здесь с Максом Брухом, посвятившим ему вокальное трио «Песнь трёх святых царей». К консультациям Нарет-Конинга Брух обращался в 1864 г. при начале работы над своим Первым скрипичным концертом. Руководил в Мангейме певческим обществом.
После 1870 г. жил и работал во Франкфурте, играл партии второй скрипки или альта во Франкфуртском струнном квартете Хуго Хеермана, в составе которого, в частности, исполнил премьеру Струнного квинтета № 1 Иоганнеса Брамса (1882). Преподавал в Консерватории Хоха, с 1896 г. профессор; среди его учеников Герман Хок.
Автор ряда вокальных сочинений.